# Christoph Friedrich Heinle
Christoph Friedrich Heinle (* 1. März 1894 in Mayen; † 8. August 1914 in Berlin) war ein deutscher Dichter.

## Leben
Er wurde 1894 in Mayen geboren. Ab dem 12. Lebensjahr wuchs er in Aachen auf. Seit seiner Schulzeit war er mit Philipp Keller und Ludwig Strauss befreundet. Heinle begann ein Studium der Philologie in Göttingen und setzte es im Sommersemester 1913 in Freiburg im Breisgau fort. Dort begegnete er Walter Benjamin, mit dem er bis zu seinem Tod, trotz mancher Schwierigkeiten und Verstimmungen, eng befreundet blieb.
Heinle und Benjamin arbeiteten für den Anfang, die Zeitschrift der Jugendbewegung um Gustav Wyneken. Zum Wintersemester 1913/14 wechselten sie an die Universität Berlin. Wie schon in Freiburg waren sie auch hier gemeinsam in der Freien Studentenschaft tätig, besonders in deren „Abteilung für Kunst und Literatur“. Heinle und Benjamin traten gemeinsam auf Veranstaltungen der expressionistischen „Aktion“ auf. Einzelne Gedichte Heinles wurden 1912 und 1913 publiziert.
Wenige Tage nach Ausbruch des Ersten Weltkriegs und wahrscheinlich aus Verzweiflung über dessen vorhergesehene Folgen nahmen sich Christoph Friedrich Heinle und seine Freundin Friederike (Rika) Seligson durch Gas das Leben.

## Werk, Nachwirkung
Walter Benjamin verwahrte Heinles Nachlass und bemühte sich nach dem Tod des Freundes viele Jahre lang vergeblich um eine Veröffentlichung. Er selbst verfasste mehr als 50 Sonette im Gedächtnis Heinles, die lange als verschollen galten, aber 1981 wiedergefunden wurden. Heinles Nachlass ging wahrscheinlich auf der Flucht Walter Benjamins vor dem Nationalsozialismus verloren.
Heinles vier Jahre jüngerer Bruder Wolf schrieb ebenfalls Gedichte und Dramen; er starb 1923. Auch um deren Veröffentlichung bemühte sich Benjamin vergeblich. Die jüngere Schwester von Friederike Seligson, Gertrud (Traute) Seligson beging im November 1914 aus Protest gegen den Krieg ebenfalls Selbstmord.
Der deutsch-israelische Literaturwissenschaftler Werner Kraft bemühte sich nach dem Krieg um die erhaltenen Gedichte Heinles und veröffentlichte zwei Aufsätze zu ihm. Im Anhang zu Benjamins Gesammelten Schriften (1989) finden sich auch Abdrucke von Gedichten Heinles.
2016 erschien eine erste selbstständige Buchveröffentlichung „Christoph Friedrich Heinle. Lyrik und Prosa“ durch Johannes Steizinger. Das heute bekannte Werk Heinles umfasst vor allem Lyrik, daneben einige Prosastücke. Neun Briefe sind erhalten.